# 公共事業
公共事業（こうきょうじぎょう）とは、中央政府や地方公共団体が、市場によって適切な供給が望みにくい財・サービスを提供する事業のこと。英語ではPublic Worksといわれるが、イギリスでは産業革命の進行とともに、民間資本が政府の認可のうえで事業を行ったのに対して、それ以外の西欧諸国や植民地では政府主導でインフラストラクチャーの整備が行われた。公共投資（こうきょうとうし、英: Public Investment）ともいう。一般には、サービス主眼の公益事業と区別される。

## 概説

### 公共事業および公共投資
国民生活に役立つように政府・地方政府などが行う事業のことを、公共事業という。民間需要が落ち込む不況のときに、有効需要を創出し、景気を押し上げるという伝統的な経済政策の一つでもある。将来的に国益となると見込まれるものに税金を投入することを、公共投資という。また、建設国債を利用して行われる事業もある。
高速道路・鉄道などの社会資本といった、民間に任せていては最適量までの生産が行われないという市場の失敗が起きる公共財の生産を行うことが目的である。インフラストラクチャー（社会資本）整備そのものの意味で用いられる（故に公共工事と同一視される）ことが多いが、本来は経済学及び政治学における概念である。

### 景気対策
市場経済のみでは供給が困難と考えられる不特定多数が利用する社会資本の整備を行うことにより、地域に直接的・間接的な経済効果が期待できるとされている。直接的な経済効果としては、例えば建設需要による資材消費や、公共工事に携わる従事者の雇用を増大させる等のフロー効果があるといわれ、間接的な経済効果としては、例えば交通網が整備されることにより物流が合理化され、あるいは都市基盤が整備されることで企業等の進出を促すなど、整備された社会資本が地域の経済活動の促進につながる等のストック効果が指摘されている。かつてのアメリカでのニューディール政策やドイツでの計画経済など、各地で景気低迷期に景気回復の効果があったこともあり、当時の経済学者の間では経済波及効果が高いといわれてきた。
失業を削減するために、公共事業を増やして景気を刺激する政策は財政政策に含まれる。公共事業の増加は有効需要を創出する効果がある。ジョン・メイナード・ケインズは1920年代において既に、不況下にて政府が公共事業を用いて失業率を下げたり経済を下支えしたりすることの必要性と有効性を唱えていた。
租税を使って公共事業・公共サービスを拡充することは、高所得者から失業者に富の再分配を行うという格差縮小策であると同時に、失業という非効率性を解消する政策でもある。
一方で、公共事業は政治家による利益誘導の温床になりやすく、箱物行政と揶揄されるような弊害を引き起こしやすい。費用対効果の見極めが重要である。また、公共事業対象が建設に傾斜しているため、建設業の肥大を招きやすいという批判がある。
公共事業拡大による成長率の押し上げ効果は、あくまで一時的なものであるとされる。プラス成長を維持するために、公共事業の「バラマキ」を続けても仕事が増えるのは地場の建設業者ぐらいで、「景気へのプラス効果が波及する」と言われても多くの人にとっては実感できるものではないとされている。
経済学者の松原聡は「公共事業によって、建設業・セメント業などの業種は潤うが、ほかの業種への波及効果は小さい。また公共事業で使う機械を国外から購入したり、外国人労働者に頼る場合が多いため、国内の景気刺激につながらない」と指摘している。
経済学者小野善康は「無意味な公共事業と減税は本質的には同じである。穴を掘って埋めるだけや、環境破壊を引き起こすような公共事業をやるくらいなら、失業を放置したほうがまだましである」と指摘している。経済学者の伊藤元重は現実の世界では、穴掘りのような無駄な公共事業は不要である。道路建設・研究開発といった社会的に意味のある支出によって、同じ刺激効果が期待できる」と指摘している。小野善康は、満足度を高める公共事業・公的サービスを増やすことで失業を減らすことが、一番の不況対策になるとしている。
森永卓郎は「公共事業の景気拡大効果が落ちてきているのは事実である。現在（2002年）の経済学者たちの検証で明らかになっている。ただし、公共事業が景気対策として即効性があるのは事実である。少なくとも投資総額分の効果はある」と指摘している。
民間投資誘発型の公共投資は、土木工事関係者の所得を一時的に増やすという単発的効果ではなく、社会資本整備が民間資本と結合し、恒久的な所得を生み出す効果を持っているとされる。
長期不況の悪循環を止める唯一の方法は、失業者を公共事業・公的サービスで雇用することであるが、無駄な財・サービスを作り出しても意味がなく、それなら失業者に直接お金を渡したほうが資源を浪費せずにすむため、生産能力を高めるような公共事業は意味がないという指摘もある。政治的な意味では、公共事業より減税のほうが公平であり、公共事業は特定の業者に対する利益供与となるが減税は国民全員に対して行われるからであると指摘する意見もある。

### 乗数効果
公共事業は、それ自体が需要を増加させるだけでなく、公共事業から所得を得た人が消費し、それがさらなる消費を生むという乗数効果がある。公共事業費には、土地の購入費も含まれており、土地の購入は付加価値を生み出さないためGDPには直接影響を与えない。
経済学者のポール・クルーグマンは、道路・ダムの建設などの社会資本の整備に使う公共事業の乗数効果は、1.5位あるとしている。
マクロ計量モデルによる近年（2009-2014年）の研究結果では、1兆円の公共事業をするとほぼ1兆円のGDPが増えるという結果となると試算されている。政府支出を増やせばその分だけGDPが増えるという結果である。これは乗数が1ということであり、乗数というほどの効果はないことになる。さらに、これは金融政策も発動した結果であり、金融政策を発動しない場合には乗数は1以下になってしまうという試算がある。
無駄な公共事業が、景気対策と考えられていたのは、政府の支出は100%便益を高めることになるというGDP計算上の仮定によっていただけであるとされている。小野善康は「国民経済計算では、公共事業は所得として計上される。これが誤解を生み、公共事業には所得増大効果があると思われているだけである。公共事業の本当の効果は、できた物の価値だけである。数字上での乗数効果だけが強調され、批判する側も乗数効果が小さいということが問題であるとしている。消費関数は、妥当性が疑問である上、乗数効果という見せかけの効果の根拠となった」と指摘している。
公共事業の乗数効果が発揮されるためには、いったん引き上げられた公共事業の水準をそれ以降も維持しなければならなくなるため、景気が上向きでない段階で公共事業の水準を元に戻してしまうと、公共事業はむしろ景気の押し下げ要因になってしまうとされている。

### 財政とのバランス
現在の借金によって実施された公共投資が将来のGDPを高めるのであれば、累積残高の対GDP比率を引き下げることができるとされている。また、費用対効果がプラスとなる公共事業については、行う価値がある。公共事業については、その後に追加するコスト（費用）と完成した場合の便益を計算する必要がある。
原田泰は「公共事業の実質GDPを引き上げる効果は、予算で決められた名目の支出額を建設の物価指数で割ったものに依存する。建設物価が上がれば、公共事業の効果は削減される。公共事業は、経済の下支えにはならず、経済効率を低下させる。財政赤字を問題にするのなら、公共事業は増やすべきではない」と指摘している。経済学者の竹中平蔵は「『不況だから公共事業を増やす』ということは言われるが『好況だから公共事業を減らす』ということは言われない。一度政府から仕事をもらうとそれが既得権益化し、公共事業を減らそうとすると強い反発があるからである」と指摘している。
大和総研は「公共事業の役割を軽視し過度な緊縮財政を続ければ、財政は健全化しても社会資本ストックが不足し、国民生活の質・経済の供給力を低下させることになる。公共事業は財政面のみで議論せず、規模の適正・質の向上に着目することが大事である」と指摘している。みずほ総合研究所は「単なる公共事業の削減は、経済にデフレをもたらすだけである」と指摘している。

### 産業構造
国・地方の産業構造を歪める可能性がある、という批判もある。
政府が道路・建物などを建設する際、建設業を中心に雇用機会が創出されるが、これらの公共事業を通じた雇用拡大策は、すでに競争力が弱くなった産業を政府支出によって支えるという側面があるため、経済構造を硬直させるという弊害も指摘されている。
政府が公共事業を増やした場合、民間企業の設備投資が抑制されることも考えられる。深刻な不況であるならこうしたケースは考えられないが、建設資材・労働者が不足する場合であるとされる。

### 受益と負担の関係
公共事業の場合、国民は便益を受ける場合は当然と思っても、負担には不満を感じるため、公共事業は、受益と負担の関係が明確ではなく、損した気分になりやすいとされている。

### PFI
PFI（Private Finance Initiative）とは、民間の資金・経営能力を活用して公共施設の建設・維持管理、運営を行う事業手法である。1992年にイギリスで始まり、日本では1999年9月に「民間資金等の活用による公共施設等の整備等の促進に関する法律」（PFI法）が施行されている。

## 公共事業の歴史
公共事業は古代から存在し、例えばエジプト王国では公共事業費が最大の支出であった。エジプト王国では毎年7月から10月にかけてナイル川の大規模な氾濫がおき、その復旧に多くの人民が動員され給与（穀物）が支給された。また、古代エジプトではピラミッドや神殿の建設のためにも多くの人民が動員されたが、王権の強さを示すだけでなく、ナイル川の氾濫期の人民に対する失業対策・治安対策でもあった。
古代ローマでもアッピア街道やコロッセウムの建設など大規模な公共事業が行われた。ローマには選挙制度があり候補者は様々な公共事業を公約として掲げることが行われた。ローマ帝国では拡大した領土を維持するため軍事費と公共事業費が莫大な規模になり、2世紀の五賢帝時代には国家財政の約半分が軍事関連に充てられるようになった。それを補うためローマ帝国では様々な名目での増税が繰り返されたが、商工業の衰退を招き、3世紀には軍の維持も困難となってゲルマン人の侵入を許す結果につながった。

## 日本における公共事業

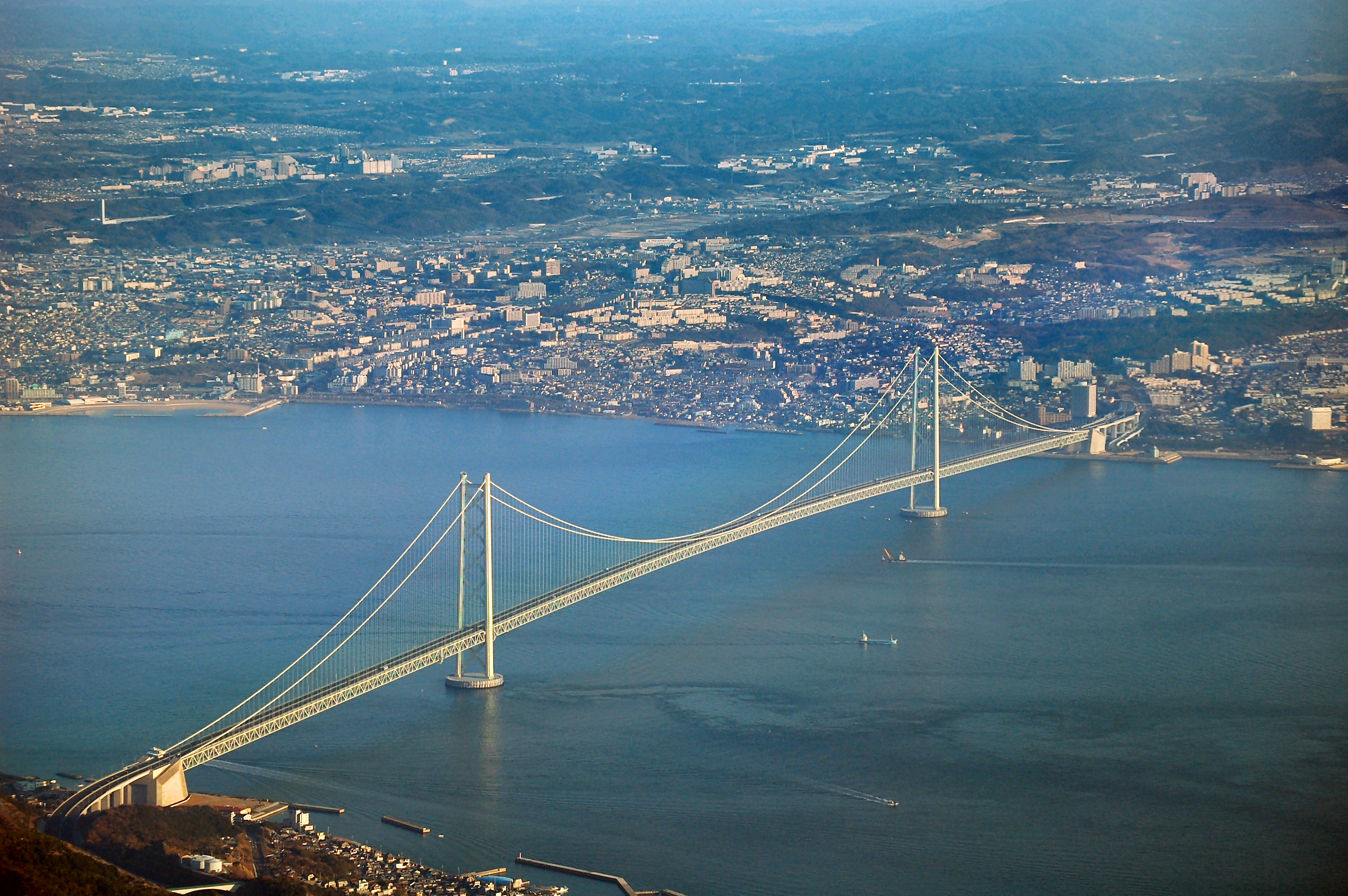
公共事業により建造された本州四国連絡橋（明石海峡大橋）

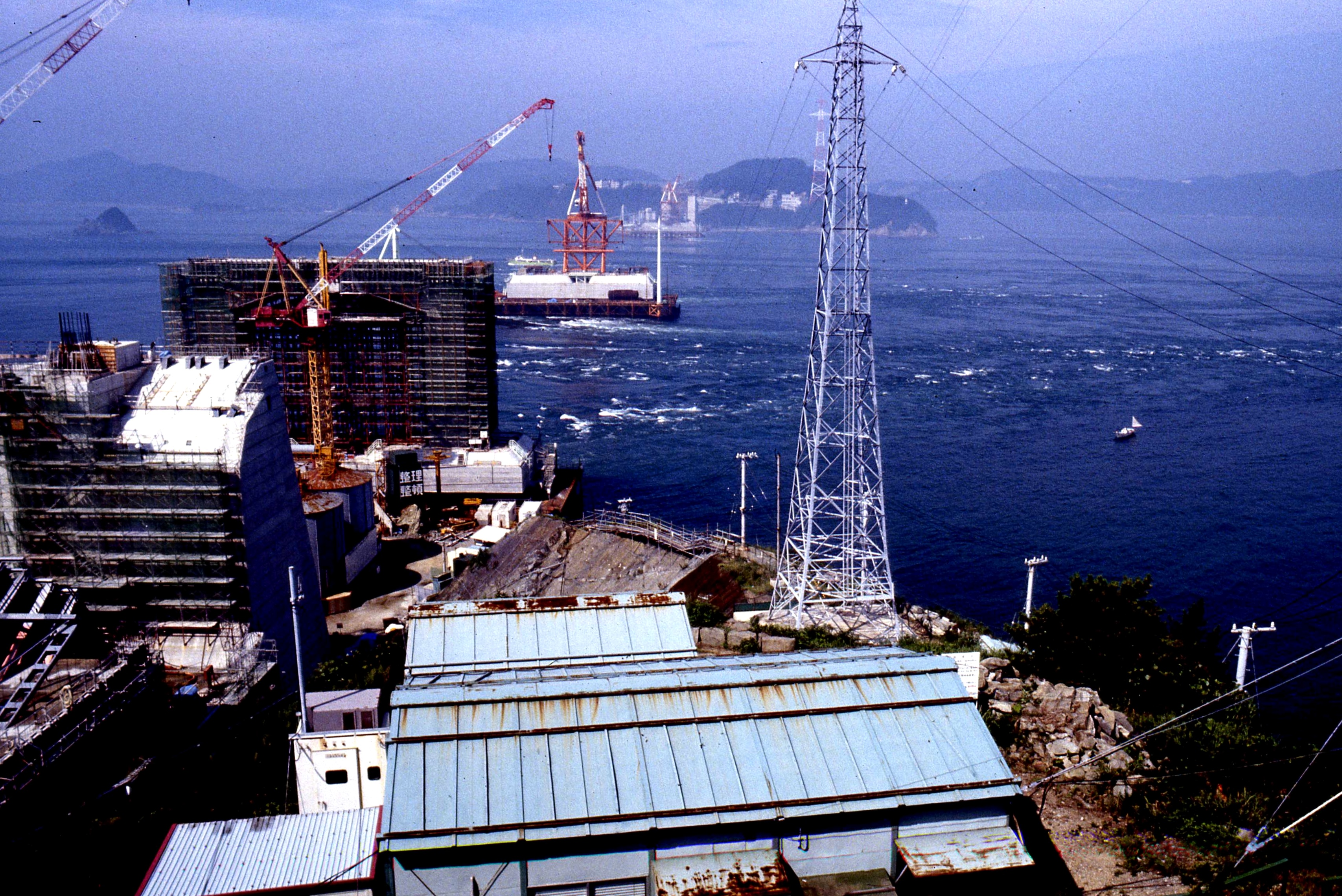
大鳴門橋の工事風景

日本では政府官公庁、自治体や地方公共団体、特殊法人などが主体となって財政資金を利用し行う。その費用は、政府・自治体・財投債などからまかなわれ、さらに財政法第4条により、公共事業費に充てられる建設国債の発行が認められている。
なお、経済統計上の「公共事業費」と「公的固定資本形成」との違いについては、公的固定資本形成を参照のこと。

### 公共事業費・公的固定資本形成の動向
第二次世界大戦中は、決戦非常措置要綱に基づき1944年度から原則、公共土木事業が中断されることとなった。
戦後の日本国政府によるインフラストラクチャー整備は、敗戦で焦土となったこともあり日本を復興させるのに不可欠であった。
日本政府の一般歳出の公共事業関係費をみると、高度経済成長には他の項目同様、名目数値ながらに年率10%以上のペースで増加を示した。バブル崩壊後の1992年8月、総合経済対策以降の9年間の総事業費は106兆円に達し、内訳で公共事業費は59.8兆円に上った。1993年には、以前は30兆円台前半であった公共投資は40兆円台となり、対GDP比で7%前半台から8%台に上昇した。
GDP比率で日本の公的固定資本形成では、円高不況後の1978年から1979年まで（安定成長期）とバブル崩壊後の1993年から1997年までと金融危機後の1999年（失われた10年、インターネット・バブル）が6%台と高い数値であった。
1990年代は、1995年度と1996年度など景気拡張期（失われた10年、インターネット・バブル）に入っても公共事業は増加している。
日本の公共投資対GDP比は1980年には10%ほどであったが、バブル崩壊後、1997年に橋本龍太郎の緊縮財政の影響で急減した。
バブル経済には8兆円程度の水準だった公共事業関係費は、1998年のピーク時には14.9兆円に達し、対GDP比率で日本の公的固定資本形成は1990年代のピーク時に6.6%となり、欧米主要国の約2倍の水準となった。
橋本政権以降、緊縮財政政策が中心的となり、公共事業批判キャンペーンが展開された。2002年度（平成14年度）からは、改革を掲げた小泉純一郎の一連の施策により、公共事業関係費は毎年減少を続けた。政府が2006年7月に閣議決定した「骨太の方針2006」に盛り込んだ歳出入改革案においても、今後5年間で1-3%ずつ削減していく方針が明記されていた。公的固定資本形成は、2001年度には32兆円であったが、2006年度には22兆円と5年間で10兆円削減された。
2000年以降は自民・民主両党の政権下で公共事業の削減が行われた結果、2010年には、公的固定資本形成の対GDP比は3.2%（ドイツ1.6%、イギリス2.5%、アメリカ2.5%、フランス3.1%）と、ほぼ半分になった。先進国の中で、アメリカと並んで政府支出の対GDPは小さくなった（2010年時点）。
2014年9月17日、国土交通省が発表した7月の建設総合統計によると、「未消化工事」は16兆7333億円と過去最高となり、統計を取り始めた2009年1月以来、最も多くなった。

### 公共事業による防災

#### 東日本大震災

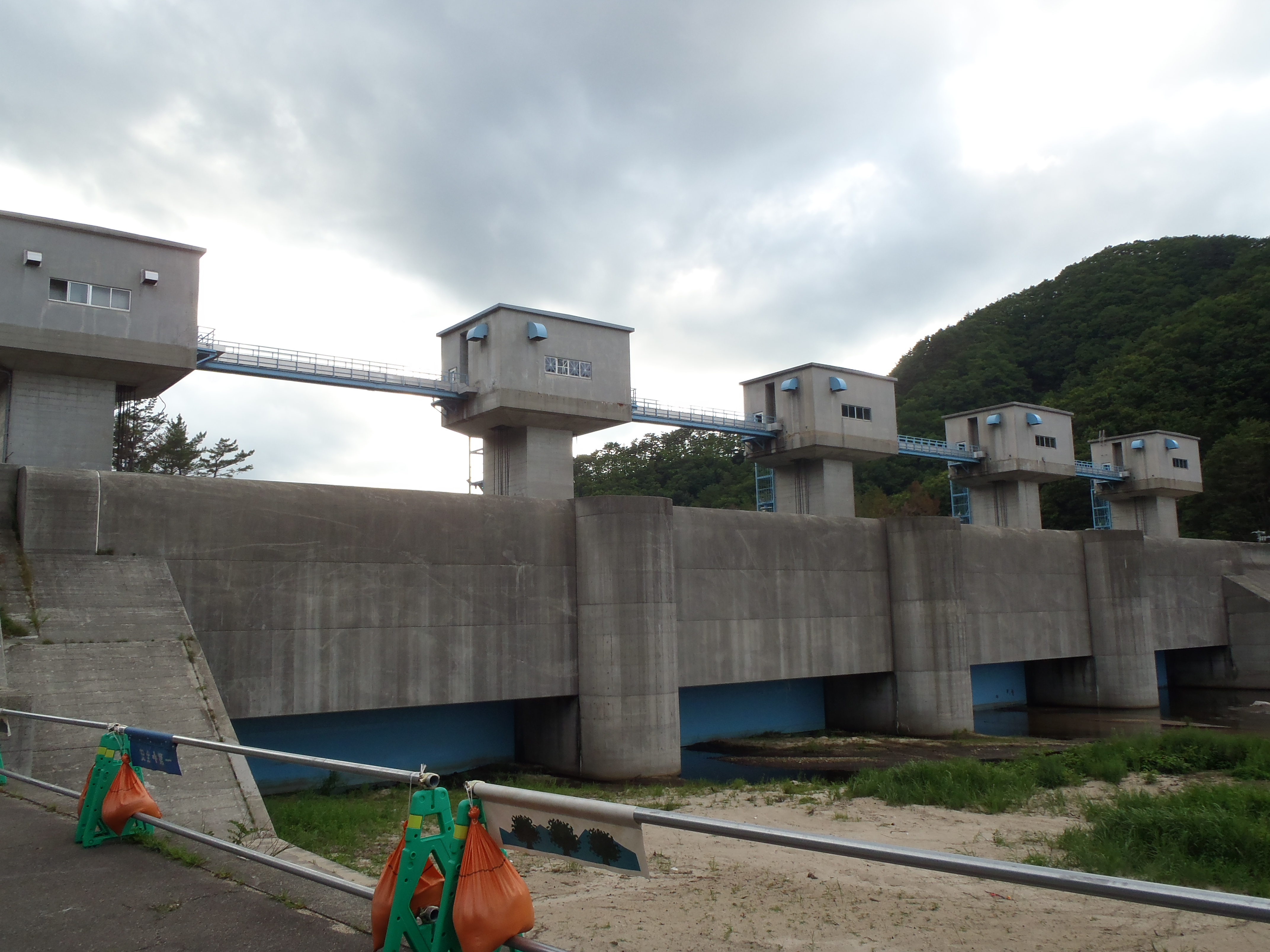
普代水門

岩手県普代村や洋野町では、M9.0という東日本大震災においても高さ15.5mの普代水門（1984年完成）や太田名部防潮堤（普代村）や高さ12mの防潮堤（洋野町）が破壊されずに津波をはね返し、それらの地域の貴重な人命と財産を守った。普代村では2011年の東北地方太平洋沖地震において被災した民家は無く、死者はゼロである。普代水門自体は、事業計画時に15.5メートルは高すぎるとして非難を浴びたが、当時の村長である和村幸得が「15メートル以上」と譲らず、防災のための政府支出を惜しまなかった。

#### 九州北部豪雨
平成24年7月九州北部豪雨で、大分県竹田市ではダムが完成していた場所では被害は無かったが、玉来川下流で氾濫し市が広範囲にわたって浸水。住宅21棟が全壊し、半壊15棟、床上浸水103棟、床下浸水41棟となり、橋の流失もみられた。この豪雨の影響で豊後竹田駅-宮地駅間は豪雨の翌年8月3日まで不通状態となった。
自民党の谷垣禎一や同市を地盤とする衛藤征士郎は、事業仕分けで玉来ダム建設が延期されていたことが洪水の原因と主張したが、民主党の大河原雅子は同年7月30日の参議院決算委員会で、完成予定は当初から2017年であり自公政権が続いていたとしてもダムは完成していなかったと指摘している。
また公益社団法人土木学会の調査では、魚住ダム（竹田調整池堰）のせき上げや阿蔵新橋および玉来新橋の橋脚に流木が集積し水位を上昇させた可能性を指摘。検討の結果、洪水は流木による流水断面積の減少が引き起こしたと推測している。

#### 平成26年8月豪雨による広島市の土砂災害
2014年8月における集中豪雨の影響により広島市の安佐北区などで大規模な土砂災害が発生した。政府は、被害区域に建設計画があった9基の砂防堰堤のうち一つも完成していなかったことを認めた。ダムが完成していれば被害を最小限に抑えられた可能性が指摘されている。国土交通省は、2010年の時点で日本全国89,000箇所の砂防ダム計画のうち22パーセントしか建設が完成していないとしている。また現地自治体による住民への避難勧告が遅れたことも指摘されている。

### 日本における問題点
経済学者の竹中平蔵は、日本の公共事業が増加した理由として、1）景気対策として国民の期待感を利用し一部の族議員が建設業者へのバラマキを続けたこと、2）抑制する仕組みが日本の社会に無かったこと、3）1980-1990年代にかけて巨額の経常収支黒字を抱えていたことの3つを挙げている。
1990年代以降、日本で公共事業に無駄が多くなったのも、財政赤字が拡大していったのも、受益と負担の乖離が進んだからであるとされている。
中野剛志はデフレーション対策を含め財政出動の必要性を訴えており、その投資先としては、老朽化した橋、道路、下水管、被災地の復興、耐震強化、水害対策など将来に向けたインフラストラクチャーが山ほど存在することを強調している。それにもかかわらず、現代日本では老朽化したインフラの更新投資など本来やるべきことを怠り、こうして削減した公共事業を財源として社会保障費や子ども手当に資金をあてていることを批判している。ケインズ経済学的な不況対策は国民統合された福祉国家でないと機能せず、マクロ経済管理ができない国はグローバル化すべきではなかったとしている。
エコノミストの神尾文彦は、日本の公共インフラのその更新投資額は、2050年時点で20兆円以上、2010-2050年度で約490兆円と試算している（2009年時点）。また、藤井聡は、300兆円規模の公共事業によるインフラ整備を提言している。
経済学者の岩田規久男は「デフレから脱却して景気が回復するまでに、役に立つ公共事業は、できる限り終わらせておくべきである。景気が回復してから役に立つ公共事業を実施すれば、民間活動を阻害する」と指摘している。経済学者の清滝信宏は従来型の公共事業は効率が悪いため、インフラの更新投資の方が望ましいと指摘している。竹中平蔵は「問題は、本当に子どもたちがそのインフラを必要としているかが解らないということである」と指摘している。

#### 過剰論
建設業の生産性は、公共事業を削減した2000年以降高くなっており、これは公共事業の縮小によって競争がきびしくなり、人員整理が進んだからであるとされている。必要な公共事業に限って重点的に行うのは当然である。
建設業の供給制約
建設業の供給制約の要点として、1）建設業の規模の減少、2）建設業就業者の高齢化の進行、3）建設工事の特定地域への集中、4）建設関係の技能労働者の減少、5）鉄鋼・セメントなどの建設資材の不足、が挙げられる。好況時の公共事業は人手不足を招くとされている。
経済学者の原田泰は「公共事業の増額は地方の活性化の答えにはならない。アベノミクスの第2の矢で公共事業を増やしたら、人手が集まらなくなってしまった。地方で高齢化が進み、公共事業で働く人がいなくなっていたということである」「ケインズは、穴を掘ってまた埋めるような仕事でも、失業を放置するよりましだと言ったが、一理はある。しかし、建設工事費・建設労働者の賃金が上がっているということは、その分野ではすでに資材・人材が足りているということである。ケインズ政策を行なう前提が崩れている」と指摘している。

#### 波及効果・景気対策
1990年代の「失われた30年」に景気浮揚を狙って公共事業が盛んに実施されて以来、公共事業への依存が続いた結果、公共事業の生産性は大きく低下しているという問題はしばしば指摘されている。100兆円以上の「景気対策」としての公共事業は、不況をかえって長期化させた。労働生産性が低い部門に労働が移動することによって、経済全体の生産性が低下したと指摘する意見がある。
内閣府のマクロモデルによる試算では、公共事業の乗数効果の低下が指摘されおり、その試算では公共事業の乗数効果は、1980年の1.67から1990年には1.31まで低下した。乗数効果の低下の要因として、車の通らない道路、飛行機の飛ばない空港、空き地の目立つ工業団地など効率の悪い公共事業を優先させたことが挙げられている。
日本の公共事業とGDPの関係を相関係数という統計的尺度で見ると、1980-95年では0.849、1996-2013年ではマイナス0.886となっている。
財政支出の増大は、クラウディングアウト効果による民間投資や消費の減少を引き起こしたり、マンデルフレミングモデルに従うと円高を招いて純輸出を減少させたりすることから、需要刺激の効果は相殺されるため、公共事業による景気対策は効果に乏しいとされる。しかしマンデルフレミングモデルは小国開放経済モデルであるとの指摘もある。原田泰は「政府支出の効率低下とマンデル=フレミング・モデルの両方の効果が起きていることは確かである。賢い公共事業をして、同時に金融緩和をすればよい」と指摘している。
老朽化したインフラなどの社会資本の整備は国全体の生産性を高める可能性はあるとされている。経済学者の若田部昌澄は「建設業よりも波及効果が高い可能性があるものとしては、介護、医療、環境、サービスがあり、公共事業といってもやり方はいくらでもある」と指摘している。
経済学者のラグラム・ラジャンは「（日本が）内需主導型経済へ転換するためにも構造改革は必要である。橋やダムの建設など公共事業の拡大で内需を刺激しても、根本的な解決にはならない」と指摘している。
原田は泰「無駄な公共事業に使うのなら、税金は極力取らないほうがいい」と指摘している。原田は「格差縮小のために無駄な公共事業を行うには、膨大なコストがかかる。むしろ、直接お金を配ったほうが安くすむ。また、負の所得税や技術習得の援助というやり方もある」と指摘している。
公共事業については、都市部のインフラ、新幹線・高速道路、地震対策などは必要であるとされている。中野剛志は「安全対策・防災対策のための公共事業は、国民の生命・財産に関わるものであり、インフレで需要が過剰であったとしても必要である」と指摘している。中野は「東日本大震災からの復興、大地震に備えた耐震化・津波対策、インフラの冗長性の向上、水害・雪害対策、老朽化した施設・設備の更新、地方をつなぐ交通インフラの拡充など日本には必要な公共事業が膨大に存在する。これらの公共事業は、国の生命・財産を守るという観点から、例えインフレでも実施しなければならない」と指摘している。
岩田規久男は、地方経済の自立化にも資する公共事業の例として、林業の復活のための公共事業（路網建設）、電力・ガスの区域間の連携線整備のための公共事業を挙げている。

#### 貯蓄投資バランス・投資回収性
公共事業とは、本来は社会資本整備であり、日本の公共事業は、建前で社会資本・インフラ整備となっているが、リターンの計算は真剣に行われていなかった結果、採算を度外視した道路建設・港湾整備が続いたとされている。
投資回収
「熊しか通らない有料道路なら、国債を刷って建設しても、通行料収入で国債を償還できない。しかし、東名高速道路のように通行量が多い道路で、安価に建設できるなら、国債を刷って建設しても通行量収入で充分返済可能で、政府累積債務は増えず、雇用所得を発生させる」「一方、福祉も国庫収入を発生させないので、国債を刷って福祉財源に充当すれば、熊道同様に政府累積債務を増やしてしまう」「日本の問題は採算道路・鉄道の枯渇にあるので、それ以外の発電所建設等の投資回収可能事業等を行えばよい」
経済効率
1人の失業者に100円の失業給付を渡すより10人の失業者に農林の仕事を与え、賃金として100円x10人に渡し、生産農産物を900円で市場売却したほうが、少ない予算でより多くの人数を救済でき、GDPも増える(民間会社では人件費が売上げを上回る事業はできない）。
貯蓄投資バランス
景気後退局面においては、有効需要不足によって、財が売れなくなり工場生産設備が遊んでしまうが、このような局面において、銀行などから金銭を借りて、更に生産設備投資をする経営者はいないので、資金実需(資金の借り手）が不足して、貯蓄過剰状態に陥って資金が金融機関で滞留したり、投機に回って貨幣の流通速度が低下して景気が更に悪化する。その場合、貯蓄を減らし、投資・消費を増やさねばならないが、投資回収可能で投資利回りの高い政府投資を行えば、大量の民間貯蓄を国債で吸い上げて投資に繋げて、資金流通速度を速めることができる。

#### 事業費配分
経済学者の円居総一は「大半の地方自治体は、ダム・道路、そして原子力発電所の立地などによる公共事業に依存してきたのが実態であり、それが日本経済の構造的弱点であった」と指摘している。
岩田規久男は「住民が政治活動を通じ、自己負担無しの公共事業を求める行為は、レント・シーキングである」「ある特定の地域に公共事業が割り当てられ、その地域住民が公共事業の費用を負担しないのであれば、利益だけを享受できる。負担なしに得られた利益は、競争的市場では得られない超過利益であり公共事業によるレントである」と指摘している。岩田は「公共事業の地元誘致によって、最も利益を享受するのは地元の建設業者である」と指摘している。
財政政策を効かせるポイントは、いかに金を使う人にまわすかにあるが、公共事業にまわしても、地方の土建業者は借金でぎりぎりであるため、金を返して終了というのがほとんどであるとされている。
県民一人当たり公共事業額をみると、多い順に島根県79万円、高知県67万円、徳島県65万円となっており、最も少ないのは神奈川県20万円となっている（2002年時点）。
みずほ総合研究所は「各都道府県で面積・社会資本の整備状況が違うため、単純比較はできない。公共事業自体が、景気調整機能と所得再分配機能を一部担っているため、地域間で格差があることは仕方ない面もある」と指摘している。
池田信夫は「公共事業は、大都市・地方中核都市に重点的に配分すべきである。地方都市は、自然環境を保護することに予算を使うべきである」と指摘している。経済学者の竹森俊平は「現在（2014年）でも生産性の高い経済的にメリットのある公共事業のプロジェクトはまだ存在する。例えば、首都圏の交通混雑を解消するための公共事業などは、明白にメリットが存在する。有益なプロジェクトが大都市にはいくらでもあるのに、公共事業は地方で集中的に実施される。それは公共投資の大都市圏と地方圏への配分の違いで明確に表れている。政治プロセスの歪みによる弊害である。日本では人の住むところではなく、住まないところにも橋・道路・コンサートホールがつくられる。これでは公共事業は無意味という評価が定着してもおかしくない」と指摘している。
原子力発電は、産業政策と相まって、巨大なビジネス・公共事業として推進されてきた。円居総一は「地方自治体が原子力発電依存に陥っていった要因は、産業基盤の弱体化にある」と指摘している。

#### 執行における問題点
無駄な公共事業が行われる大きな原因は、政治家と業界と官僚の癒着にある。
公共事業がカルテルも含めて談合の温床になっており、官僚・官吏の関係企業への天下りなどを通じて政財官の癒着の原因になっているとの指摘がある。岩田規久男は「一人当たりのレントが費用よりも大きいほど、レント・シーキング活動は活発となる」と指摘している。

#### 暴力団の資金源との疑い
1998年、米国の経済雑誌フォーブスアメリカ版に、当時アジア支局長であったベンジャミン・フルフォードが、日本の公共事業は暴力団の資金源になっているという記事を執筆、掲載された。
関西国際空港の1期工事代金の20-30%が暴力団に流れていると関西の中堅ゼネコンの幹部や警察の暴力団の担当刑事が証言している。また日本弁護士連合会の公共事業プロジェクトでも同様の結果も出ている。

#### 自治労の主張
全日本自治団体労働組合（自治労）は、地方自治体が国から補助金を受けていることが国直轄の大型公共事業を拒否できない理由だと指摘し、補助金が廃止されても執行が続けられる公共事業への転換を主張している。また環境に配慮した公共事業が収入に繋がらない実態に対して、環境を守るために税金を投入するシステムの構築を求めている。

## アメリカ合衆国における公共事業
1938年以来、州間航空輸送は公共事業として規制当局であった民間航空委員会（CAB）がコントロールしており、価格競争が進まない原因とされた。1978年には航空規制緩和法により自由市場が導入され、大幅な値下げや増便により乗客は格安で乗れるようになった。
ルイジアナ州へハリケーン・カトリーナが到来した際、その地の堤防や防潮壁は耐性がなく、名ばかりの防災システムであったことをアメリカ陸軍工兵司令部も認めたほど当時のハリケーン防災システムは米国の防災インフラストラクチャー軽視の象徴であった。その反省を踏まえ、米国政府は100年間の災害に耐えうる133マイルの堤防や水門、防潮堤を市の近郊に建造中である。この公共事業への拠出は約145億ドル（1兆3000億円）であり、それらの大規模な支出が事業遂行を柔軟にし、防災のみならず域内の環境も配慮した事業となっている。

## 関連記事・論文
- CiNii>公共投資